# Andrej Čičkin
Andrej Grigor'evič Čičkin (in russo Андрей Григорьевич Чичкин?; 12 ottobre 1977) è un ex calciatore russo, di ruolo portiere.

## Carriera

### Club
Esordì, nella seconda serie russa con la maglia del Kolos: le due presenze del 1995 coincisero con la retrocessione della squadra. Passato in quarta serie con la seconda squadra del Rotor, dal 1998 fece il salto in prima squadra, avendo la possibilità di giocare in massima serie; rimase al Rotor fino al 2004, con l'eccezione del 2003, quando giocò nel Kryl'ja Sovetov.
Dopo due stagioni al Rostov e due al Chimki, scese di categoria al Luč-Ėnergija; nel 2010 tornò dopo sei anni al Rotor, ma a fine stagione la squadra retrocesse in terza serie. Cominciò quindi la stagione 2011-2012 al Metallurg Lipeck, ma dopo aver collezionato appena quattro presenze, passò al Sever.

### Nazionale
Ha collezionato una presenza con la propria nazionale: giocò l'ultima mezz'ora dell'amichevole contro il Brasile disputata il 18 novembre 1998, subentrando a Andrej Novosadov.

## Statistiche

### Cronologia presenze e reti in nazionale
| Cronologia completa delle presenze e delle reti in nazionale ― Russia | Cronologia completa delle presenze e delle reti in nazionale ― Russia | Cronologia completa delle presenze e delle reti in nazionale ― Russia | Cronologia completa delle presenze e delle reti in nazionale ― Russia | Cronologia completa delle presenze e delle reti in nazionale ― Russia | Cronologia completa delle presenze e delle reti in nazionale ― Russia | Cronologia completa delle presenze e delle reti in nazionale ― Russia | Cronologia completa delle presenze e delle reti in nazionale ― Russia |
| Data                                                                  | Città                                                                 | In casa                                                               | Risultato                                                             | Ospiti                                                                | Competizione                                                          | Reti                                                                  | Note                                                                  |
| --------------------------------------------------------------------- | --------------------------------------------------------------------- | --------------------------------------------------------------------- | --------------------------------------------------------------------- | --------------------------------------------------------------------- | --------------------------------------------------------------------- | --------------------------------------------------------------------- | --------------------------------------------------------------------- |
| 18-11-1998                                                            | Fortaleza                                                             | Brasile                                                               | 5 – 1                                                                 | Russia                                                                | Amichevole                                                            | -1                                                                    | 60’                                                                   |
| Totale                                                                |                                                                       | Presenze                                                              | 1                                                                     |                                                                       | Reti                                                                  | 0                                                                     |                                                                       |